# Boniface Zukowski
Boniface Zukowski (polonais : Piotr Żukowski, né le 13 janvier 1913 à Baran-Rapa, mort à Auschwitz le 10 avril 1942) est un franciscain conventuel, martyr du nazisme, et béatifié par Jean-Paul II le 13 juin 1999. Il est fêté le 10 avril.  

## Biographie
Piotr Żukowski naît à Baran-Rapa, à 15 km de Nemenčinė dans la région de Vilnius en Lituanie, de Andrzej Zukowski et Albina Walkiewicz. Après s'être employé aux travaux agricoles, à l'âge de seize ans, le jeune homme entre dans l'ordre mineur franciscain conventuel, au monastère de Niepokalanów, où il passera tout le reste de sa vie. Il y prend le nom de frère Boniface (polonais : Bonifacy). Il fait ses vœux simples le 16 juillet 1932, et les solennels le 2 août 1935. Il participe à l'apostolat du père Maximilien Kolbe qui produit le bulletin Le Chevalier de l'Immaculée. Il aurait été ordonné prêtre.
Lors des premières perquisitions de la Gestapo, il met sa vie en danger pour protéger les machines typographiques du couvent. Il est arrêté avec six autres frères, dont le frère Timothée, le 11 octobre 1941.
D'abord emprisonné à Varsovie, il est déporté à Auschwitz le 8 janvier 1942 (n° 25447) avec le frère Timothée. Il meurt d'une pneumonie à l'infirmerie du camp le 10 avril 1942.

## Béatification
Boniface Zukowski fut proclamé Bienheureux par le Pape Jean-Paul II le 13 juin 1999 parmi 108 martyrs de la Seconde Guerre mondiale, au nom de l’Église catholique romaine.

## Fête
Depuis sa béatification en 1999, sa fête a été placée au 10 avril.

## Source
- (pl) Cet article est partiellement ou en totalité issu de l’article de Wikipédia en polonais intitulé « Piotr Bonifacy Żukowski » (voir la liste des auteurs).